# Francisco Puertas Trujillano
Francisco Puertas Trujillano (Madrid, 7 de noviembre de 1995), más conocido como Paco Puertas, es un futbolista español que juega como defensa central en el Club Deportivo Izarra de la Segunda Federación.

## Carrera deportiva
Puertas se formó en las categorías inferiores de la AD Unión Adarve y el Rayo Majadahonda en el que jugó en categoría juvenil. En 2014 se incorporó a la Agrupación Deportiva Torrejón Club de Fútbol de la Tercera División madrileña, de la que también formaría parte de los equipos del AD Villaviciosa de Odón, CD Puerta Bonita, CD San Fernando de Henares, Sociedad Anónima Deportiva Villaverde San Andrés y Rayo Vallecano B.
En verano de 2018, firma por el Mérida AD de la Tercera División de Extremadura, pero en el mercado de invierno regresa a Madrid para jugar cedido en la Sociedad Anónima Deportiva Villaverde San Andrés.
En verano de 2019, firma por la UD San Sebastián de los Reyes, club de la Segunda División B que le había fichado para la temporada 2019-20 pero que finalmente le daría la carta de libertad, para formar parte del Burgos Promesas Universidad Isabel I.
En verano de 2020, firma por el Club de Fútbol Fuenlabrada de la Segunda División de España con el que realiza la pretemporada con el primer equipo.
El 12 de septiembre de 2020, firma con el SFC Etar Veliko Tarnovo de la Primera Liga de Bulgaria, cedido por una temporada por el Club de Fútbol Fuenlabrada.
El 13 de agosto de 2021 se oficializa su salida en forma de cesión al Burgos CF Promesas, de nuevo cedido por una temporada.
El 13 de agosto de 2022, firma por el Olympiakos Nicosia FC de la Primera División de Chipre.
El 20 de enero de 2023, regresa a España y firma por el Club Deportivo Izarra de la Segunda Federación.

## Clubes
| Club                                                      | País     | Año             |
| --------------------------------------------------------- | -------- | --------------- |
| Agrupación Deportiva Torrejón Club de Fútbol              | España   | 2014-2015       |
| AD Villaviciosa de Odón                                   | España   | 2015            |
| CD Puerta Bonita                                          | España   | 2015-2016       |
| CD San Fernando de Henares                                | España   | 2016            |
| Sociedad Anónima Deportiva Villaverde San Andrés          | España   | 2017            |
| Rayo Vallecano B                                          | España   | 2017-2018       |
| Mérida AD                                                 | España   | 2018            |
| Sociedad Anónima Deportiva Villaverde San Andrés (cedido) | España   | 2019            |
| Burgos CF Promesas                                        | España   | 2019-2020       |
| Club de Fútbol Fuenlabrada                                | España   | 2020-2022       |
| SFC Etar Veliko Tarnovo (cedido)                          | Bulgaria | 2020-2021       |
| Burgos CF Promesas (cedido)                               | España   | 2021-2022       |
| Olympiakos Nicosia FC                                     | Chipre   | 2022            |
| Club Deportivo Izarra                                     | España   | 2023-Actualidad |